# Orichiv
Orichiv (ukrajinsky Оріхів; rusky Орехов – Orechov) je město v Záporožské oblasti na Ukrajině. Leží na levém břehu Kinsky ve vzdálenosti 57 kilometrů na jihovýchod od Záporoží. Od Berďansku na břehu Azovského moře je Orichiv vzdálen zhruba sto kilometrů na severozápad, od Melitopolu zhruba 70 kilometrů na sever. V roce 2013 žilo v Orichivu přes patnáct tisíc obyvatel.

## Dějiny
Orichiv byl založen v roce 1783.
Město bývalo střediskem mennonitů v Ruském impériu.